# Dodge Spirit
La Spirit è un'autovettura mid-size prodotta dalla Dodge dal 1989 al 1995.

## Il contesto

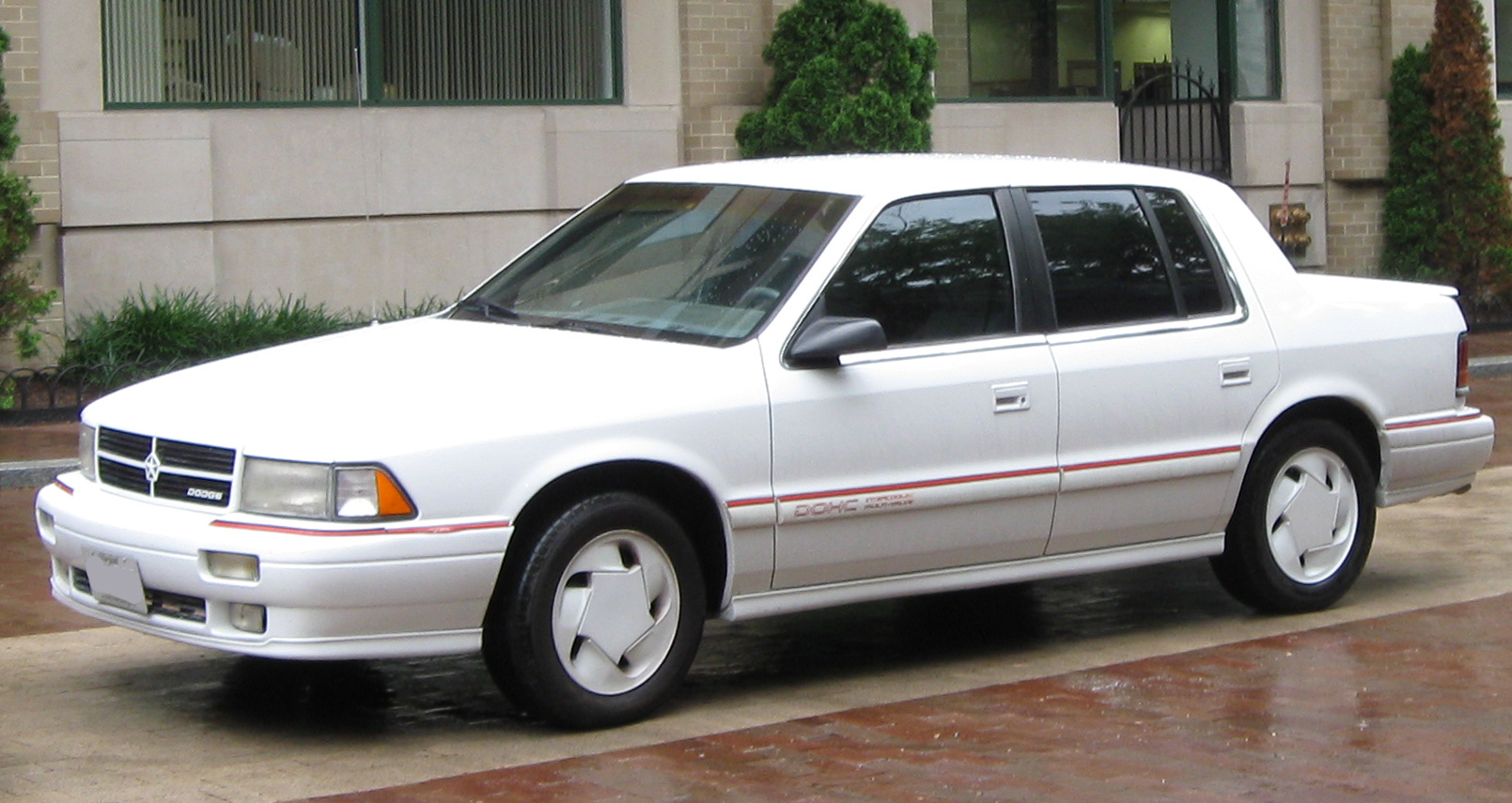
Una Dodge Spirit R/T del 1992

La Spirit è stata introdotta nel gennaio del 1989 come sostituta della Dodge 600. Venne commercializzata con un solo tipo di carrozzeria, berlina quattro porte. L'abitacolo poteva ospitare cinque passeggeri oppure, quando era installato un opzionale sedile anteriore a divanetto, sei passeggeri.
La Spirit era il modello della Dodge che era basato sul pianale AA della Chrysler, il quale era una variante della piattaforma K del gruppo. La Spirit fu assemblata a Newark, nel Delaware, ed a Toluca, in Messico. Essa condivideva la progettazione di base con la Chrysler LeBaron berlina prodotta dal 1990 al 1994, con la Plymouth Acclaim commercializzata dal 1989 al 1995 e con la Chrysler Saratoga prodotta nello stesso periodo.
La Spirit è considerata anche la sostituta della piccola Aries e della hatchback Lancer, sebbene la Shadow, che venne lanciata nel 1987, fu forse la più logica sostituta dei due modelli citati, dato che con essi condivideva ingombri. La produzione della Spirit terminò il 9 dicembre 1994 insieme a quella della Plymouth Acclaim e della Chrysler LeBaron. La Spirit restò comunque in commercio anche nel 1995 e fu sostituita dalla Stratus. La Spirit però, rispetto a quest'ultima, vendette meglio.

## Caratteristiche
La Spirit era dotata di una larga parte posteriore che ospitava delle sospensioni ad assale rigido. Quelle anteriori avevano invece una struttura MacPherson. La Spirit differiva principalmente dagli altri modelli basati sul pianale A del gruppo per la calandra e per i fanali posteriori, oltre che per la disponibilità di una versione ad alte prestazioni, la Spirit R/T. 
La Spirit era dimensionalmente simile alle contemporanee Ford Tempo, Ford Taurus, Honda Accord e Toyota Camry.

## Motorizzazione

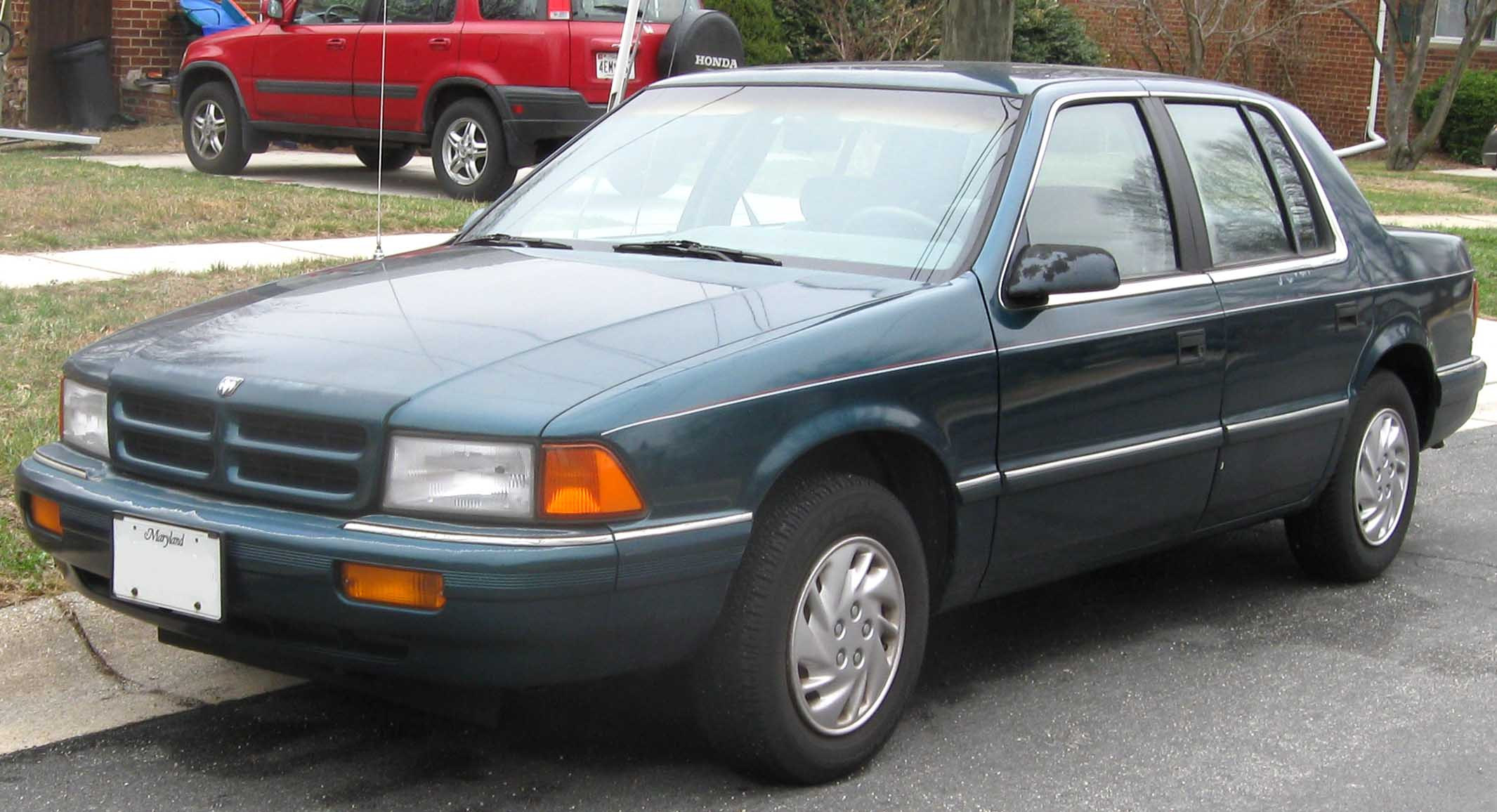
Una Dodge Spirit prodotta dal 1993 al 1995

Il motore base della Spirit e della Spirit LE era un quattro cilindri in linea da 2,5 L di cilindrata avente alimentazione ad iniezione a corpo farfallato, che erogava 100 CV di potenza. Era invece opzionale su tutti i modelli, tranne che sulla Spirit ES, un motore V6 Mitsubishi da 3 L che sviluppava 141 CV. La versione turbocompressa del motore da 2,5 L, che erogava 150 CV, fu disponibile dal 1989 al 1992 nell'equipaggiamento di serie della Spirit ES e tra le opzioni degli altri modelli. Dal 1993 al 1995 fu offerto un motore Flex derivante dal propulsore da 2,5 L e avente alimentazione ad iniezione multipoint, che erogava 107 CV. Questo motore era stato progettato per funzionare con una concentrazione di metanolo superiore all'85%.
La versione ad alte prestazioni, la R/T, aveva in dotazione un quattro cilindri in linea sovralimentato da 2,2 L con distribuzione a doppio albero a camme in testa e testata progettata e realizzata dalla Lotus. Questo motore erogava 224 CV di potenza e 294 N•m di coppia.
Il motore era montato anteriormente, e la trazione era all’avantreno.

## Il cambio
Erano disponibili diversi modelli di cambi manuali a cinque rapporti. Nonostante la ricca offerta, poche Spirit li installarono. Tutte le Spirit R/T ebbero invece montato una cambio manuale ad alte prestazioni A-568 a cinque rapporti. Dal 1989 al 1991 tutti i motori V6 furono accoppiati ad un cambio automatico a quattro rapporti con overdrive, che diventò opzionale nel 1992 e rimase tale fino al 1995. Sui motori a quattro cilindri in linea era comune il cambio automatico Torqueflite a tre rapporti. Questa trasmissione era poi disponibile tra gli optional sui motori V6.

## Allestimenti
- 1989–95: Base;
- 1989–91: LE;
- 1989–93: ES;
- 1991–92: R/T;

Nel 1991 le Spirit ES e R/T avevano in dotazione i cerchioni in lega Eurocast. Nel 1992 furono invece introdotti i cerchioni Turbo Blade.
Alcuni cerchioni erano in tinta con la carrozzeria, mentre altri erano verniciati con un colore che si abbinava a quello del corpo vettura:
- cerchioni bianchi con carrozzeria di colore bianco (versioni ES, R/T);
- cerchioni di colore chiaro con carrozzerie di colore nero, argento, e rosso scuro (solo versione ES);
- cerchioni aventi degli inserti rossi, abbinati ad un corpo vettura rosso chiaro (solo sulla versione R/T nel 1991)

Dal 1993 la Spirit fu offerta con il pacchetto Gold, che era simile all'omonimo allestimento offerto dal 1993 al 1994 sulle Plymouth Acclaim e sulle Dodge Caravan/Plymouth Voyager. Questa opzione includeva degli inserti color oro sui cerchioni e delle strisce adesive dorate. Il pacchetto era offerto sia con i motori a quattro cilindri sia con quelli a sei, ma solamente se associato ad alcuni colori del corpo vettura.

## I cambiamenti durante gli anni
- 1991 – Ci fu l'introduzione, tra le opzioni, di freni freni a disco sulle quattro ruote con servofreno;
- 1992 – Diventò disponibile un cambio automatico a tre rapporti sui modelli con motore V6;
- 1993 – Venne operato un facelift che incluse un aggiornamento della calandra e dei nuovi fanali posteriori avvolgenti. Riguardo a questa fascia posteriore avvolgente, nonostante presentasse la parte inferiore color ambra, in essa non erano inclusi gli indicatori di direzione dello stesso colore. I terminali di scarico diventarono in acciaio. I finestrini oscurati furono disponibili di serie.
- 1994 – Fu introdotta, per il mercato statunitense, la cintura di sicurezza motorizzata per il passeggero anteriore con l'intento di soddisfare le normative di sicurezza della Federal Motor Vehicle Safety Standard 208 in tema di ritenuta passiva. Ciò non fu fatto però per i modelli commercializzati in Canada, dato che in questo paese le leggi erano differenti, e la Dodge fu obbligata a vendere le Spirit con cinture di sicurezza manuali[6].
- 1995 – Al motore da 2,5 L fu aggiornata la testata. Vennero tolti dai listini sia il cambio automatico A604 a quattro rapporti che il servofreno.

In linea generale, la Spirit rimase pressoché invariata negli anni in cui fu in produzione.

## La Spirit R/T

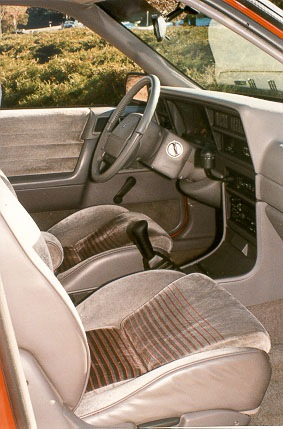
Gli interni di una Dodge Spirit R/T

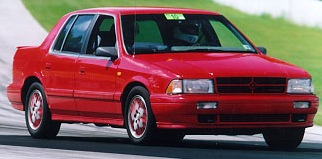
Una Dodge Spirit R/T del 1991

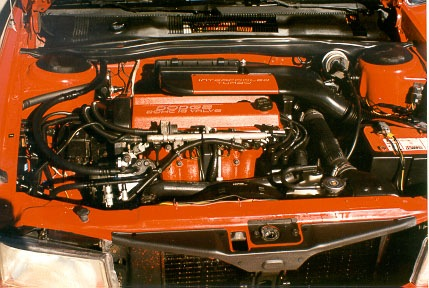
Il vano motore di una Dodge Spirit R/T del 1991

Nel 1991, la Chrysler introdusse una versione ad alte prestazioni della Spirit, la R/T. Questo modello speciale montava una versione del motore da 2,2 L che comprendeva 16 valvole, un doppio albero a camme in testa ed una testata progettata dalla Lotus, la quale vinse la concorrenza della Maserati. Questo propulsore aveva installato un turbocompressore con intercooler ed erogava 224 CV di potenza e 294 N•m di coppia. La Spirit R/T possedeva anche interni unici e un allestimento esterno peculiare. La sola trasmissione disponibile fu un cambio manuale A568 a cinque rapporti, con gli ingranaggi forniti dalla Getrag. Erano installati di serie dei freni a disco sulle quattro ruote con impianto di ventilazione potenziato, mentre era offerto tra le opzioni il servofreno. Erano montati di serie anche dei cerchioni in lega da 15 pollici.
La Spirit R/T aveva delle prestazioni superiori a quelle della BMW M5. La R/T raggiungeva le 60 miglia orarie (97 km/h) in 5,8 secondi. Secondo la rivista Car and Driver, la Spirit R/T era tra le più veloci vetture a trazione anteriore offerte all'epoca negli Stati Uniti. Inoltre, il modello era pubblicizzato come "la più veloce berlina costruita in America". Fu scelta dalla rivista Motor Trend come migliore berlina sportiva negli anni 1991 e 1992, battendo la Ford Taurus SHO. Secondo quanto segnalato da molti possessori, i motori ebbero però dei problemi alle cinghie di distribuzione ed alla testata, che dopo un uso continuo tendeva ad incrinarsi.
Tutte le R/T furono costruite in Messico. Nel 1991, negli Stati uniti, ne furono venduti 1.208 esemplari (774 di colore rosso e 434 di colore bianco). Nel 1992 invece i modelli commercializzati furono 191 (92 rossi, 68 bianchi e 31 color argento). Le uniche novità per il 1992 furono la modifica del primo rapporto (che diventò più corto per ridurre il ritardo del turbo), l'installazione del cruscotto in legno già montato sulla Chrysler LeBaron berlina, degli inserti di colore nero della calandra e l'installazione di indicatori di direzione anteriori e laterali di colore ambra. 

## Le versioni messicane e sudamericane

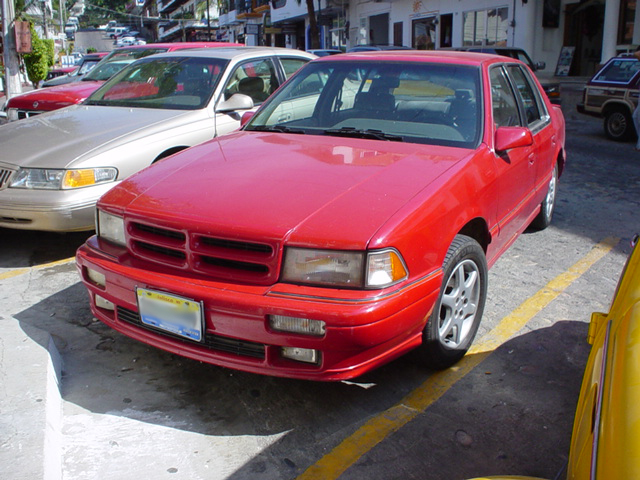
Una Chrysler Spirit R/T del 1994 venduta in Messico

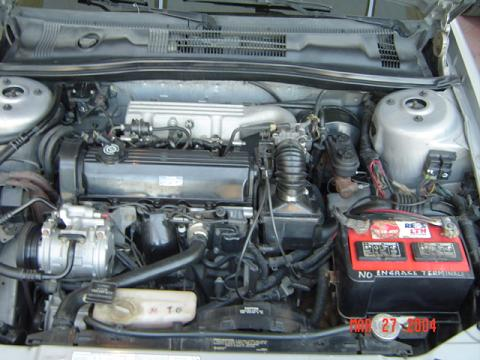
Il vano motore di una Chrysler Spirit venduta in Messico avente installato un propulsore da 2,5 L

Le Spirit furono commercializzate anche in Messico. Esse però non furono marchiate come Dodge ma come Chrysler, dato che all'epoca, in Messico, il marchio Dodge era utilizzato solamente su modelli di autocarri. La Spirit è stata introdotta in Messico nel 1990, cioè nell'anno successivo al debutto negli Stati Uniti ed in Canada. Le Spirit prodotte dal 1990 al 1991 ebbero in dotazione la coda delle Plymouth Acclaim commercializzate negli Stati Uniti. All'inizio le Spirit messicane avevano installato una versione del motore da 2,5 L che aveva l'alimentazione a carburatore e che possedeva il controllo elettronico della fasatura d'accensione. Questo motore comprendeva inoltre molti componenti che erano simili a quelli installati su modelli Chrysler negli anni settanta.
Nel 1991 in Messico entrarono in vigore delle nuove norme contro le emissioni inquinanti che erano simili a quelle già operative negli Stati Uniti ed in Canada. Dato che il motore a carburatore aveva consumi troppo elevati, fu introdotto un sistema ad iniezione. Questo sistema non era però quello a corpo farfallato già usato sui modelli statunitensi, canadesi ed europei, bensì quello multipoint. Questa nuova versione del motore da 2,5 L forniva delle prestazioni superiori e delle emissioni più contenute rispetto al motore omologo utilizzato negli Stati Uniti ed in Canada. Nonostante ciò, tranne che nella versione sovralimentata, non fu mai utilizzato in questi mercati.
La Spirit messicana con motore ad iniezione, che fu prodotta fino al 1995, fu esportata anche in Argentina e Brasile dal 1993 al 1995. A Buenos Aires fu anche utilizzata come auto della polizia.
La divisione messicana della Chysler vendette due versioni della Spirit R/T. La R/T base, venduta dal 1991 al 1995, aveva installato un motore sovralimentato da 168 CV che prevedeva una distribuzione monoalbero e 8 valvole. Inoltre, aveva montato un cambio automatico A413 a tre velocità. Queste R/T erano popolari come auto della polizia messicana. 
La seconda versione era la "R/T DOHC". Fu disponibile dal 1992 al 1993 ed utilizzava lo stesso motore da 2,2 L a 16 valvole e doppio albero a camme in testa della versione statunitense. Era accoppiato ad un cambio manuale a cinque rapporti. In Messico erano però disponibili molti accessori lussuosi non offerti negli Stati Uniti, come gli interni in pelle, il tettuccio apribile e dei cerchioni da 16 pollici. Inoltre, in Messico la R/T poteva essere ordinata con diversi tonalità e non solo in colore rosso, bianco e argento come sul mercato statunitense. Anche le Spirit R/T messicane furono marchiare Chrysler. Una versione speciale appartenente alla famiglia della R/T fu la Chrysler Phantom R/T, che fu un modello speciale della LeBaron coupé. Essa era equipaggiata dal motore da 2,2 L a 16 valvole e doppio albero a camme in testa, a cui era accoppiato un cambio manuale a cinque rapporti.